# 자캅카스 사회주의 연방 소비에트 공화국의 국장

자캅카스 사회주의 연방 소비에트 공화국의 국장

자캅카스 사회주의 연방 소비에트 공화국의 국장은 1936년까지 사용되었다.
오각별 가운데에는 동그라미가 그려져 있으며 동그라미 가운데에는 아라라트산 위에 떠오르는 태양이 그려져 있다. 산 아래쪽에는 초승달이 그려져 있으며 산 위쪽에는 빨간색 별과 낫과 망치가 그려져 있다.

1922년 ~ 1924년
1924년 ~ 1930년

## 같이 보기
- 소련의 국장